# Aýrybaba
Aýrybaba (desde 2004 o nome oficial é Beýik Saparmyrat Türkmenbaşy belentligi - Monte do Grande Saparmyrat Turkmenbashi) é a mais alta montanha do Turquemenistão, com 3138 m de altitude. Fica na subcordilheira Köýtendag da cordilheira Pamir-Alay no sudeste do país, sobre a fronteira Turquemenistão-Uzbequistão.